# Prendeignes
Prendeignes település Franciaországban, Lot megyében. Lakosainak száma 232 fő (2022. január 1.). Prendeignes Cardaillac, Linac, Sabadel-Latronquière, Saint-Cirgues, Sainte-Colombe, Saint-Perdoux és Viazac községekkel határos.

## Népesség
A település népességének változása:
| Lakosok száma | 263  | 230  | 206  | 198  | 222  | 227  | 230  | 230  | 230  | 232  |
|               | 1968 | 1982 | 1990 | 2006 | 2013 | 2015 | 2017 | 2019 | 2020 | 2022 |